# Prosymna lineata
Prosymna lineata — вид змій родини Prosymnidae. Мешкає в Південній Африці.

## Поширення і екологія
Prosymna lineata мешкають в Зімбабве, Мозамбіці та на північному сході Ботсвани і Есватіні та на північному сході Південно-Африканської Республіки. Вони живуть в піщаних саванах та в міомбових рідколіссях. Зустрічаються на висоті від 300 до 1400 м над рівнем моря.